# Songs I Heard
Songs I Heard (2001) è un album di Harry Connick Jr. che copre canzoni di film che l'artista stesso guardava da bambino. L'album contiene brani di film come Willy Wonka e la fabbrica di cioccolato, Mary Poppins, Il mago di Oz etc.. L'album è arrangiato, orchestrato e diretto da Harry Connick Jr.
Vincitore del Grammy Award nel 2002 per il miglior album vocale pop tradizionale, Songs I Heard è stato pubblicato nella stessa data del suo album 30.

## Tracce
1. Supercalifragilisticexpialidocious – 4:29 (Richard M. Sherman, Robert B. Sherman)
2. The Lonely Goatherd – 3:20 (Richard Rodgers, Oscar Hammerstein II)
3. Ding-Dong! The Witch Is Dead – 2:07 (Harold Arlen, E.Y. "Yip" Harburg)
4. Maybe – 3:49 (Martin Charnin, Charles Strouse)
5. Pure Imagination/Candy Man – 4:21 (Leslie Bricusse, Anthony Newley)
6. Golden Ticket"/"I Want It Now – 3:50 (Bricusse, Newley)
7. Oompa Loompa – 3:46 (Bricusse, Newley)
8. A Spoonful of Sugar – 5:14 (R. M. Sherman, R. B. Sherman)
9. Stay Awake – 2:41 (R. M. Sherman, R. B. Sherman)
10. Something Was Missing – 4:16 (Charnin, Strouse)
11. You're Never Fully Dressed Without a Smile – 2:57 (Charnin, Strouse)
12. Over The Rainbow – 4:15 (Arlen, Harburg)
13. The Jitterbug – 3:40 (Arlen, Harburg)
14. Merry Old Land of Oz – 2:51 (Arlen, Harburg)
15. Edelweiss – 2:27 (Rodgers, Hammerstein)
16. Do-Re-Mi – 4:15 (Rodgers, Hammerstein)